# Sally Bradshaw
Sally Bradshaw é uma mezzo-soprano contralto britânica, que fez a sua carreira principalmente como uma especialista barroca em ópera e concertos. Como artista solo, ela fez uma série de gravações, realizadas em todo o mundo e também colaborou com muitos artistas eruditos em gêneros populares.

## Carreira
Bradshaw fez a sua licenciatura na Universidade de Cambridge em inglês e em seguida, estudou canto no Guildhall, em Londres e em Paris, com Régine Crespin. Ela canta o papel-título na gravação de Handel, Agrippina, uma estreia mundial para a Harmonia Mundi, que era domingo, os Tempos de gravação do Ano e Opera Agora! Registo do Mês. Ela gravou o papel com Nicholas McGegan durante o Göttingen Festival de produção.
Com o mesmo condutor com que ela já se tinha apresentado em outras cinco funções em atuações nos Estados Unidos e na Europa. Bradshaw já fez mais de 20 aparições na Alemanha e na Áustria, na ópera, concertos e gravações. Ela cantou o papel de Handel, Alcina nos festivais em Halle, Berlim e Potsdam, uma transmissão ao vivo do papel Piramo de Hasse e Tisbe do Musikverein, em Viena; a gravação ao vivo da estreia mundial de Cestiís Il Pomodoro no Hofburg (Palácio Real) em Viena; concertos e gravações para o Festival Internacional Haydn em Eisenstadt e a estreia de Scarlatti, Gli Equivoci nel Sembiante para a Festival de Innsbruck. Bradshaw cantou com grupos de música barroca a partir de Barroco Londres, ao Parley de Instrumentos, a Opera Restoríd, o Coro Monteverdi e Orquestra, Chiaroscuro, Les Musiciens du Louvre, Tafelmusik, Les Saqueboutiers de Toulouse e muitos outros grupos. Locais em que ela apareceu incluem a Royal Opera House, Covent Garden e o Concertgebouw, de Amsterdã
Bradshaw tem realizado vocais para muitas bandas populares, tais como Pet Shop Boys, Art of Noise e Marc Almond, bem como Mike Oldfield Tubular Bells II. Sally abriu a 1998 MTV Europe Music Awards, que foi uma cerimônia em Milão com a banda Faithless, e contribuiu com um momento de relativa sanidade ao contrário da brilhantemente bizarro The KLF Fuck the Millenium show. Bradshaw também cantou os vocais de A. R. Rahman, num filme de Bollywood, Dil Se... Bradshaw ganhou um drama award no Festival de Edimburgo para o musical Maria suecos do flower kings, "Estrela Brilhante num Céu Escuro", que ela co-escreveu e estrelou, cantando arias de Bellini e Rossini.
Bradshaw é um membro fundador do grupo Words and Music, que cria entretenimentos, com leituras sobre temas específicos. Atores que já trabalharam com ela incluem Prunella Scales, Timothy e Samuel West, Eleanor Bron, John Julius Norwich e Alexander McCall Smith. O grupo tem se apresentado em todo o mundo para o British Council fazendo voltas Far Eastern Tours.

Bradshaw ensina regularmente na Universidade de Cambridge, onde ela é membro sênior da Lucy Cavendish. Ela tem organizado Escolas de Verão em Canto em na Universidade de Malta, e organizou classes master em Florença. Ela ensinou na Academia de Música do Oeste em Santa Bárbara, EUA e organiza cursos residenciais, nomeadamente nas Terras Altas da Escócia e no sudoeste de França.
Bradshaw tem falado muitas vezes na BBC Radio: como membro do painel em Wordly Wise, in Tune, Matters of Taste e sobre O Programa Alimentar. Ela apresentou um documentário do Canal 4 sobre enganos na publicidade de negócios de alimentos. Ao longo da sua carreira como cantora, a escrita também a acompanhou, e ela escreveu para o AA um guia de viagem musical para a Áustria, e tem publicado artigos em todos os principais jornais: O Independente, O Daily Mail, O Daily Telegraph, o Sunday Times, O Times e o Evening Standard, e contribuiu com artigos para O Cantor , bem como Harpers.

## Gravações
- Handel. Agrippina.[12] (HWV 6, Venice 1709–10). Harmonia Mundi HMC 907063/65[13]
- Delius. Irmelin – An Opera in three acts. (Voice in the air) BBC Recording 1984[14]
- Amadis de Gaule. Lully. (Oriane). BBC recording[15]
- Okeanos Reflections[16]
- Ancestral Voices KPM EMI
- Cesti. Il pomo d'oro, Vienna 1989[17]
- Campra. L'Europe Galante. Versailles. 1993. Conducted by Marc Minkowski[18]
- Scarlatti. Gli equivoci nel sembiante. 1988. Conducted by Charles Medlam.[19]
- The Soul of Orpheus. Songful Records[20]
- Mike Oldfield. Tubular Bells II. Vocals
- Pet Shop Boys. Introspective. Vocals
- Marc Almond. The Days of Pearly Spencer. Vocals[21]
- Art of Noise. The Seduction of Claude Debussy. Vocals
- The KLF. Fuck the Millenium. Vocals